# Rize

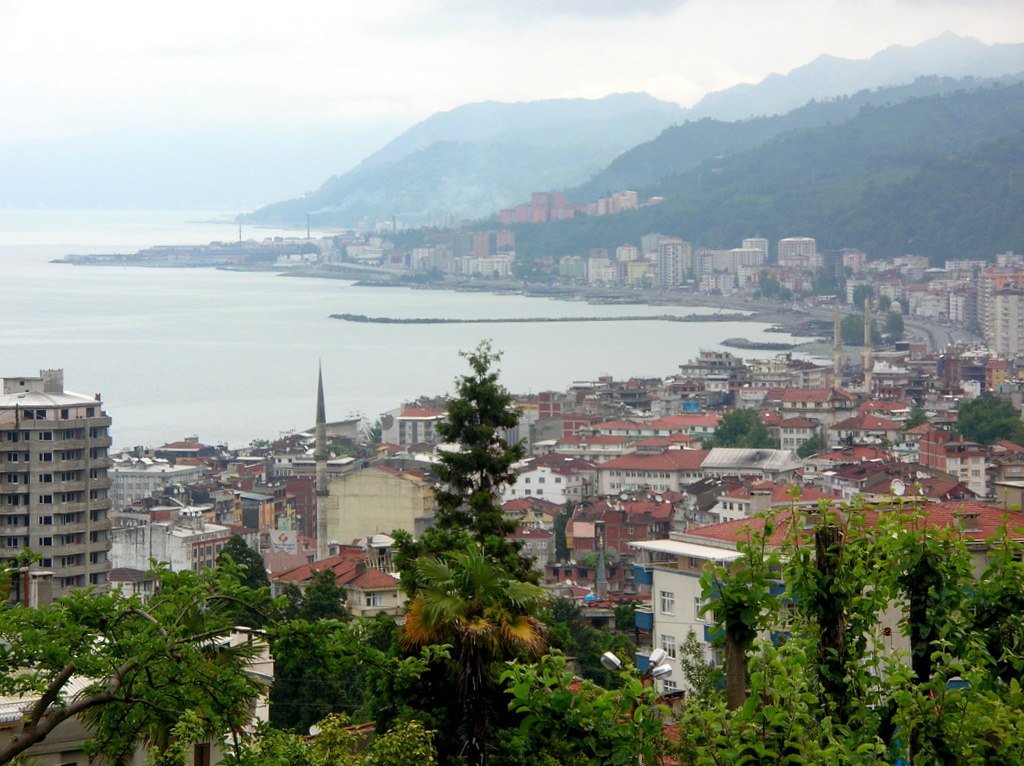
Rize

Rize (lază: Rizini / რიზინი) este un oraș din nord-estul Turciei, la Marea Neagră, situat la baza munților Kaçkar. Este capitala provinciei cu același nume, Provincia Rize. Granița cu Georgia este la aproximativ 120 km depărtare.

## Obiective turistice
- Rize Kalesi (Cetatea Rize)
- Çaykur (Muzeul ceaiului)

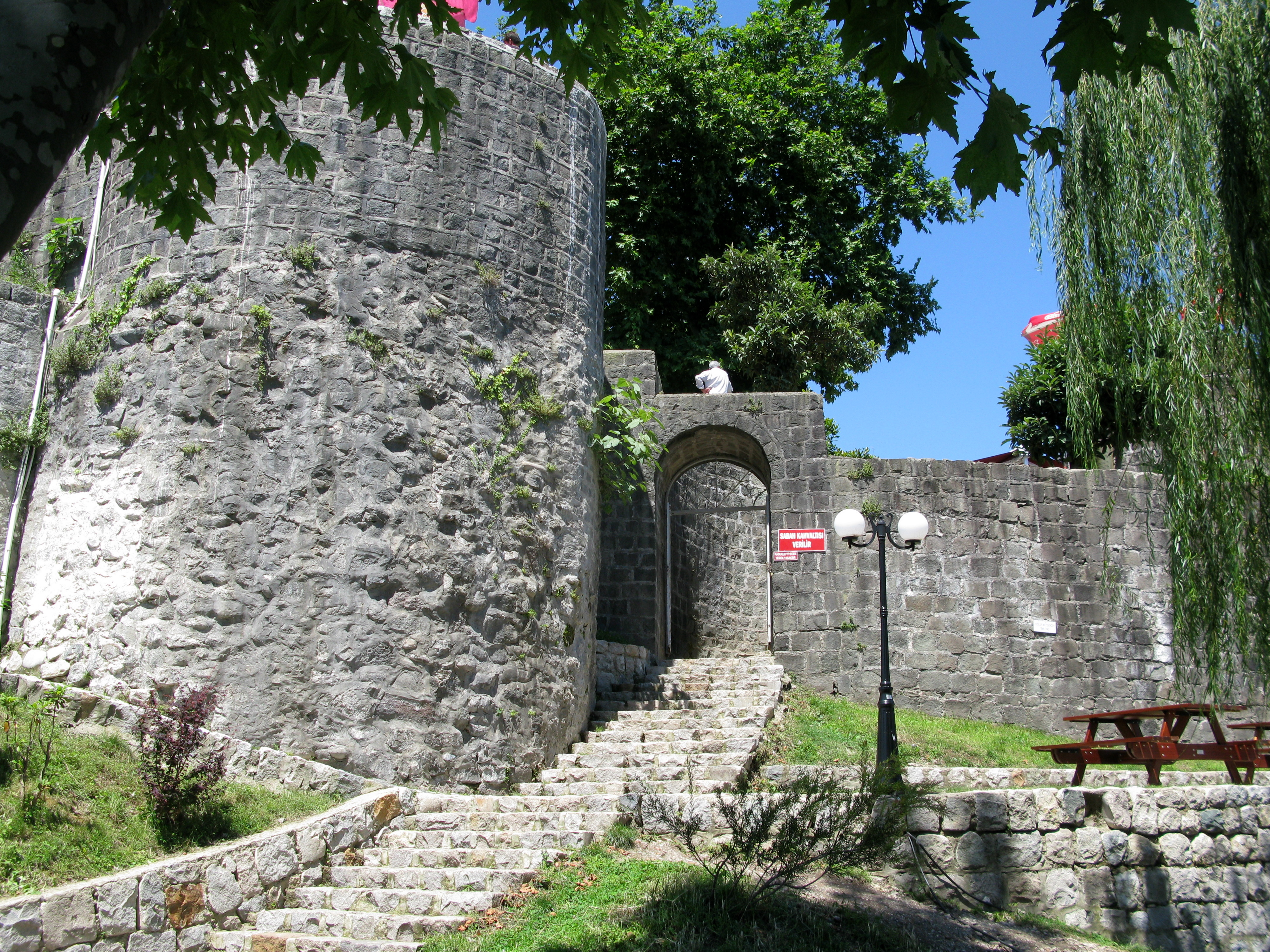
Intrarea în cetatea Rize

- Rize Ziraat Parkı - Botanik Çay Bahçesi (Grădina botanică de ceai Rize)
- Rize Șahin Tepesi (Deal panoramic peste oraș)
- Anzer Yaylası
- Zilkale (sau Zil Kalesi - Cetatea Zil)

## Personalități
- Tarkan Tevetoğlu, cântăreț pop, internațional, turc